# Ralf Gessler

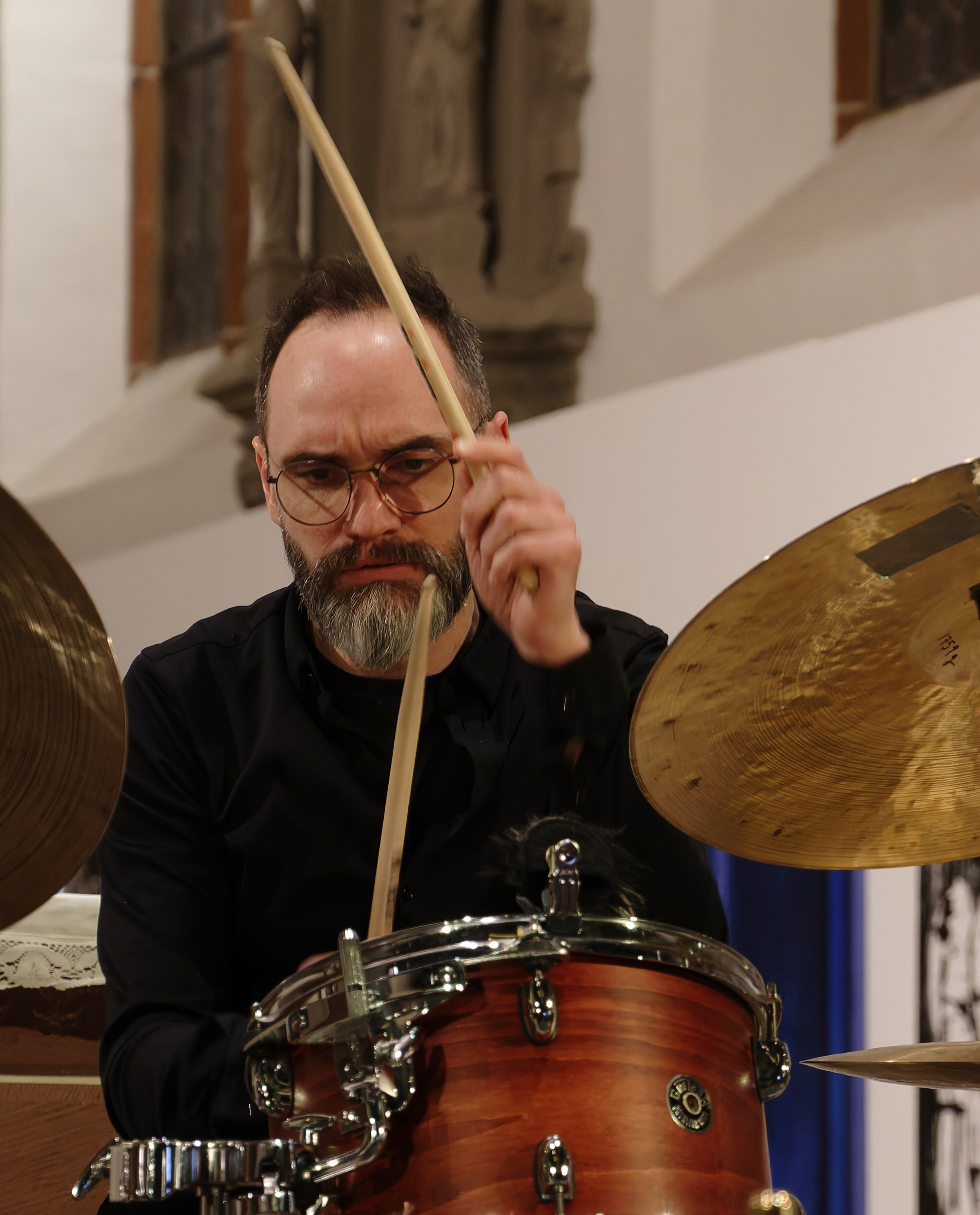
Ralf Gessler mit dem Sebastian Gahler Quartett am 7. März 2025 in der Stadtkirche Darmstadt

Ralf Gessler (* 9. April 1978) ist ein deutscher Jazzmusiker (Schlagzeug).

## Leben und Wirken
Gessler erhielt 1986 ersten Schlagzeugunterricht. Zwischen 2002 und 2007 studierte er an der Hochschule für Musik und Tanz Köln bei Keith Copeland und Michael Küttner Jazz-Schlagzeug und schloss mit Bestnote ab. Bereits während des Studiums tourte er mit verschiedenen Bands im In- und Ausland.
Gessler war Mitglied der Quartette von Magnus Mehl, Frederik Köster und Nicolas Simion. Gemeinsam mit Stephan Mattner und Sebastian Räther bildete er das Trio Yabbalaga, das 2023 sein Album Creatures veröffentlichte. Weiterhin gehörte er zu Tobias Hoffmanns Fallschirmen, Cosmono, Con Mucho Gusto, Kranck und Nicht vor den Kindern. Er trat europaweit, aber auch in Nord- und Mittelamerika, Indien, Pakistan, Bengalen, Südostasien, Marokko und Qatar auf und konzertierte auf internationalen Festivals wie beim North Sea Jazz Festival, Jazz Baltica, Traumzeit-Festival oder der Jazzwoche Burghausen. Weiterhin arbeitete er mit Tom Gaebel, Nils Wülker, Dirk Raulf, Cologne Contemporary Jazz Orchestra, Christine Corvisier, Paul Heller, Lars Duppler und als Theatermusiker. Er ist auch auf Alben von Marius Goldhammer, Heinrich von Kalnein/Axel Fischbacher, Hinrich Franck, Heiner Schmitz und Sebastian Gahler zu hören.

## Preise und Auszeichnungen
Gessler gewann mit dem Magnus Mehl Quartett 2006 den Wettbewerb beim Jazzfestival in Getxo und 2009 mit dem Frederik Köster Quartett den Neuen Deutschen Jazzpreis.